# Камінський Леонід Олексійович
Камі́нський Леоні́д Олексі́йович (нар. 21 вересня 1946) — народний депутат України II скликання (1994–1998).

## Біографія
Народився 21 вересня 1946 року в селі Велика Виска Маловисківського району Кіровоградської області. Українець.
Після здобуття середньої освіти у 1963 році працював слюсарем в тресті «Сніжнянантрацит» Донецької області.
У 1965 році вступив до Донецького політехнічного інституту, де провчився до 1968 року.
З 1968 по 1970 роки проходив дійсну строкову військову службу в лавах Радянської Армії.
Після демобілізації працював головним механіком шкірґалантерейної фабрики, слюсарем-майстром, начальником планово-диспетчерського бюро цеху Сніжнянського машинобудівного заводу АТ «Мотор Січ».
З 1981 року — гірничий робітник очисного забою шахти «Ударник», з 1991 року — шахти «Зоря» ВО «Торезантрацит».

## Політична діяльність
Член Соціалістичної партії України.
Був членом Політради СПУ, голова комісії по зв'язках з громадськими організаціями та з питань правозахисної діяльності ВОЛ «Справедливість».

## Депутатська діяльність
У 1994 році обраний народним депутатом України по Сніжнянському виборчому округу № 141. Член Комітету з питань паливно-енергетичного комплексу, транспорту і зв'язку. Член депутатської фракції СПУ і СелПУ.
На виборах до Верховної Ради III скликання у 1998 році балотувався за списками виборчого блоку СПУ-СелПУ (№ 79 в списку) та по виборчому округу № 149 Полтавської області (посів 5-е місце серед 16 претендентів).

## Родина
Одружений. Має дочку.